# Łukasz Gajewski
Łukasz Gajewski herbu Ostoja (zm. 1708) – kasztelan santocki (1690). 

## Życiorys
Był synem Wojciecha, kasztelana rogozińskiego i Apollinary z Opalińskich. Z żoną Elżbietą Kuczborską miał dwóch synów i dwie córki, z których Apollinara wyszła za Adama Koźmińskiego, kasztelana rogozińskiego; druga zaś wyszła za Piotra Sokolnickiego, pułkownika wojsk koronnych. Syn Franciszek - kasztelan konarski na Kujawach, starosta kościański.